# Xã Sugarloaf, Quận Columbia, Pennsylvania
Xã Sugarloaf (tiếng Anh: Sugarloaf Township) là một xã thuộc quận Columbia, tiểu bang Pennsylvania, Hoa Kỳ. Năm 2010, dân số của xã này là 913 người.